# Sarracenia rubra
Sarracenia rubra är en flugtrumpetväxtart som beskrevs av Thomas Walter. Sarracenia rubra ingår i släktet flugtrumpeter, och familjen flugtrumpetväxter.

## Underarter
Arten delas in i följande underarter:
- S. r. alabamensis
- S. r. gulfensis
- S. r. jonesii
- S. r. rubra
- S. r. wherryi

## Bildgalleri

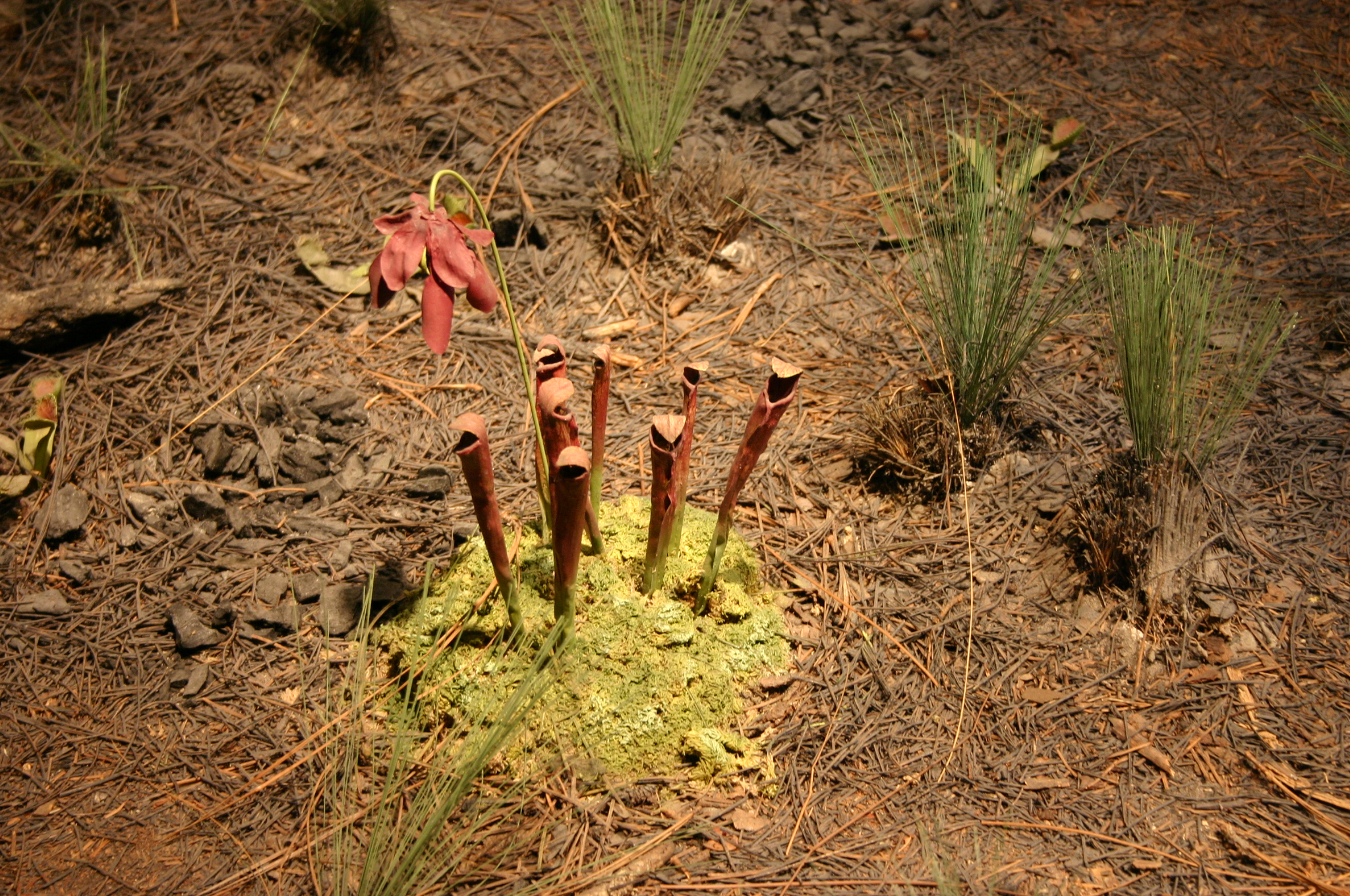
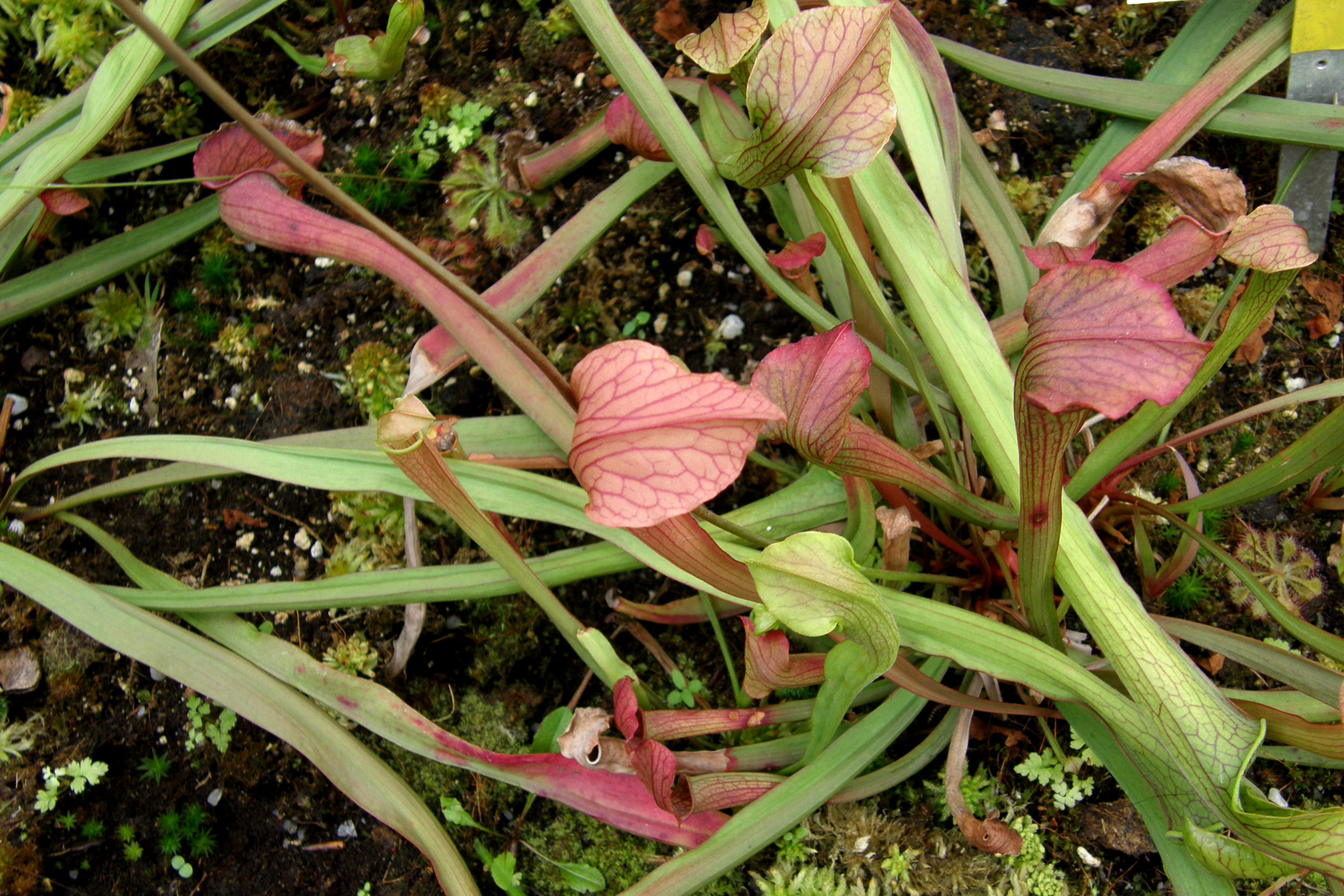
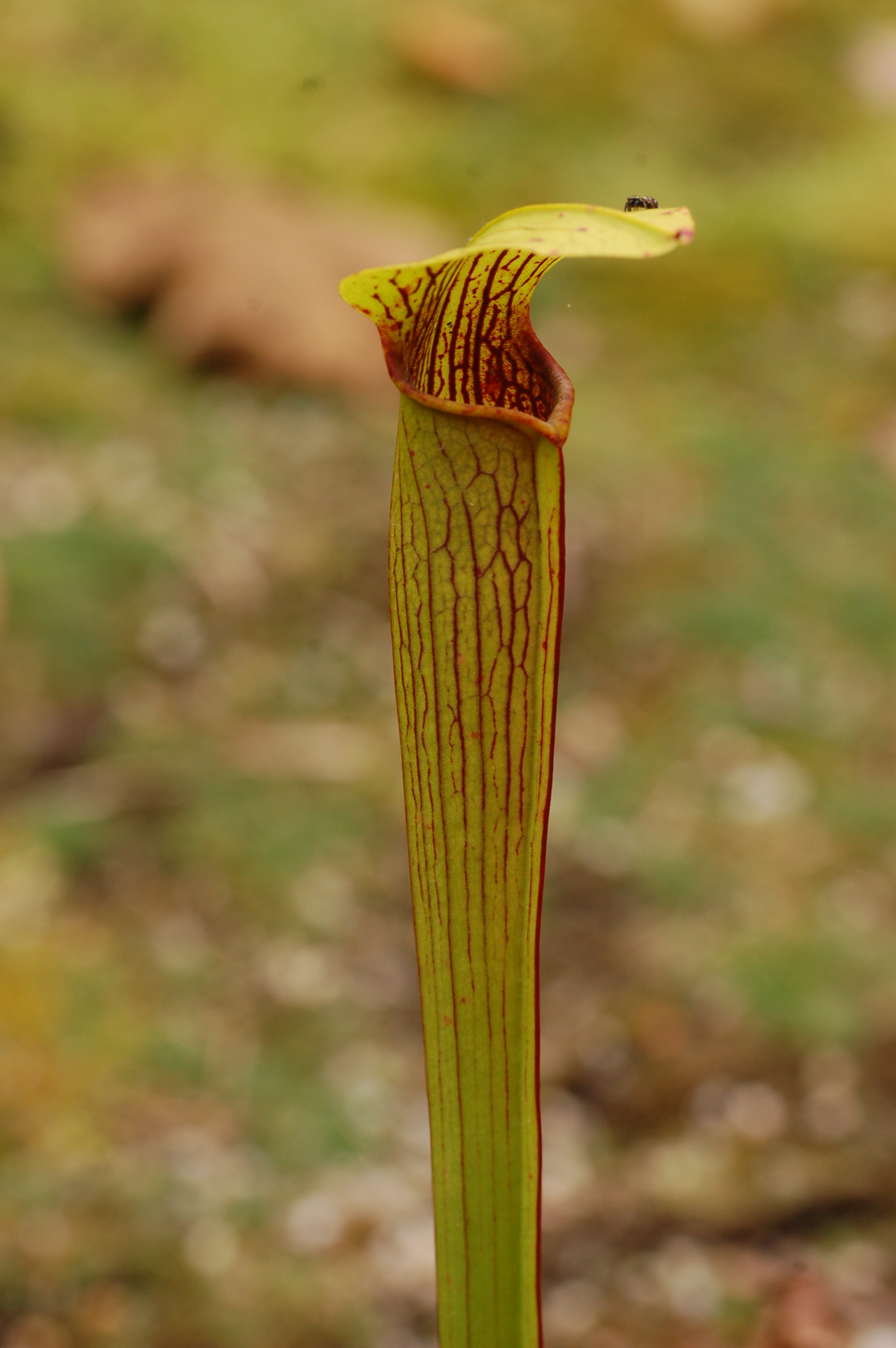
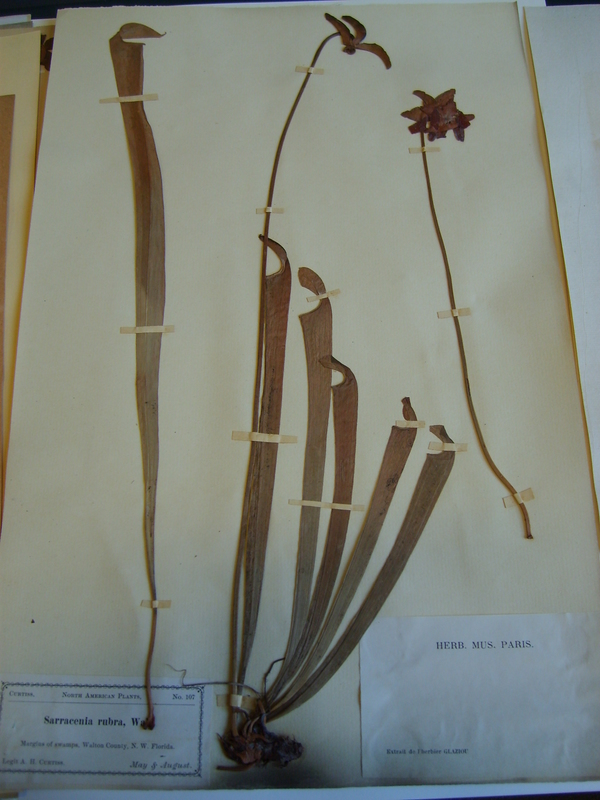
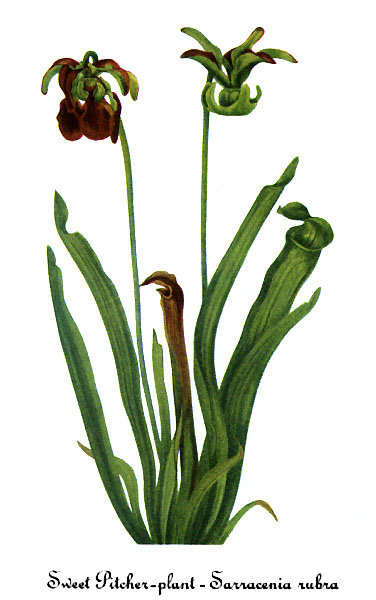
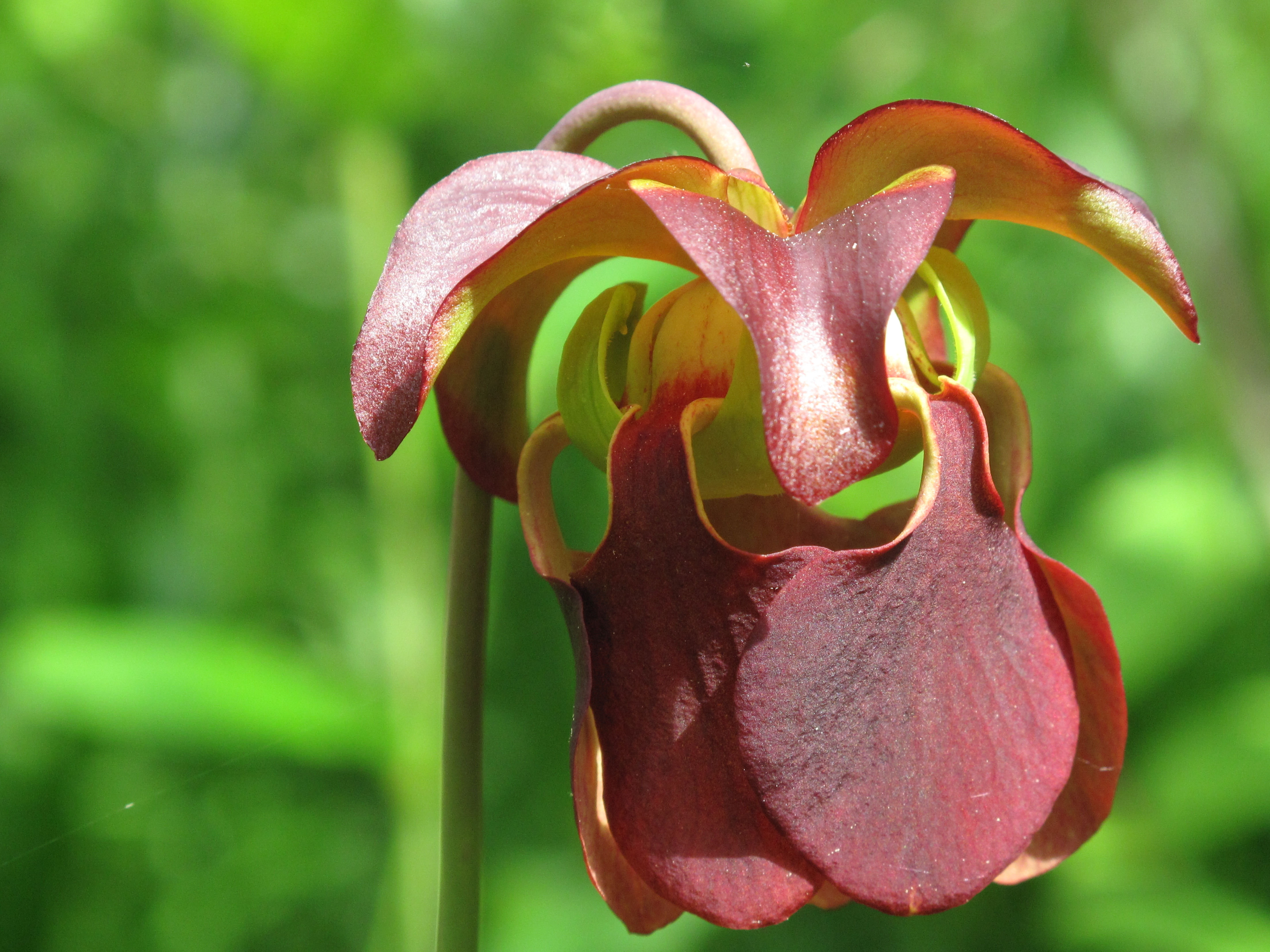